# Siva ljepika
Siva ljepika (pustena liepika, velikolisna ljepika, kapuzić, lat. Adenostyles alliariae), trajna zeljasta biljka iz porodice glavočika iz srednje i jugoistočne Europe i Turske; raste i u Hrvatskoj.
Ima uspravnu stabljiku a može narasti od 50 do 150 cm. Krupnih je srcolikih listova koji narastu do 50 cm, dlakavi, nepravilno nazubljeni, prizemni su na dugoj dugoj, a gornji na kratkoj peteljci i naizmjenični. Cvjetovi su dvospolni, purpurnocrveni, skupljeni u oko 1 cm duge valjkaste cvatove. Plod je ahenij s papusom.
- A. alliariae
- A. alliariae
- A. alliariae

## Podvrste
- Adenostyles alliariae subsp. alliariae
- Adenostyles alliariae subsp. orientalis (Boiss.) Greuter

## Sinonimi
- Cacalia alliariae Gouan